# RFL Championship 1920-21
La Northern Rugby Football Union Championship de 1920-21 fue la vigésimo sexta temporada del torneo de rugby league más importante de Inglaterra.

## Formato
Las divisiones 1 y 2 fueron combinadas, enfrentándose a nivel de los condados de Lancashire y Yorkshire y posteriormente confeccionado una tabla global, esto provocó que los equipos enfrentaran una cantidad desigual de encuentros.
Posteriormente los cuatro mejores clasificados según el porcentaje de victorias clasificaron a las semifinales.
Se otorgaron 2 puntos por cada victoria, 1 por el empate y 0 por la derrota.

## Desarrollo

### Tabla de posiciones
| Pos. | Equipo               | Encuentros | Encuentros | Encuentros | Encuentros | Tantos | Tantos | Puntos | Porcentaje de triunfos |
| Pos. | Equipo               | PJ         | PG         | PE         | PP         | F      | C      | Puntos | Porcentaje de triunfos |
| ---- | -------------------- | ---------- | ---------- | ---------- | ---------- | ------ | ------ | ------ | ---------------------- |
| 1    | Hull Kingston Rovers | 32         | 24         | 1          | 7          | 432    | 233    | 49     | 76.56                  |
| 2    | Hull                 | 36         | 27         | 0          | 9          | 722    | 267    | 54     | 75                     |
| 3    | Halifax              | 38         | 27         | 0          | 11         | 492    | 184    | 54     | 71.05                  |
| 4    | Wigan                | 34         | 23         | 1          | 10         | 435    | 238    | 47     | 69.12                  |
| 5    | Swinton              | 34         | 22         | 1          | 11         | 289    | 250    | 45     | 66.18                  |
| 6    | Dewsbury Rams        | 34         | 20         | 3          | 11         | 349    | 233    | 43     | 63.23                  |
| 7    | York FC              | 30         | 18         | 1          | 11         | 280    | 225    | 37     | 61.67                  |
| 8    | Leeds                | 34         | 20         | 1          | 13         | 380    | 209    | 41     | 60.29                  |
| 9    | Broughton Rangers    | 30         | 16         | 3          | 11         | 283    | 164    | 35     | 58.33                  |
| 10   | Rochdale Hornets     | 34         | 18         | 2          | 14         | 311    | 301    | 38     | 55.88                  |
| 11   | Widnes               | 30         | 15         | 2          | 13         | 231    | 252    | 32     | 53.33                  |
| 12   | Barrow Raiders       | 32         | 17         | 0          | 15         | 328    | 254    | 34     | 53.12                  |
| 13   | Warrington           | 34         | 17         | 2          | 15         | 295    | 289    | 36     | 52.94                  |
| 14   | Huddersfield         | 36         | 18         | 2          | 16         | 376    | 283    | 38     | 52.78                  |
| 15   | St Helens Recs       | 30         | 15         | 1          | 14         | 299    | 201    | 31     | 51.67                  |
| 16   | Batley Bulldogs      | 32         | 16         | 1          | 15         | 312    | 225    | 33     | 51.56                  |
| 17   | St. Helens           | 30         | 14         | 0          | 16         | 254    | 304    | 28     | 46.67                  |
| 18   | Oldham               | 34         | 13         | 3          | 18         | 267    | 254    | 29     | 42.65                  |
| 19   | Wakefield Trinity    | 34         | 14         | 1          | 19         | 253    | 426    | 29     | 42.65                  |
| 20   | Leigh                | 32         | 10         | 3          | 19         | 173    | 316    | 23     | 35.94                  |
| 21   | Bramley RLFC         | 30         | 9          | 0          | 21         | 153    | 371    | 18     | 30                     |
| 22   | Hunslet FC           | 32         | 8          | 1          | 23         | 190    | 298    | 17     | 26.56                  |
| 23   | Bradford Northern    | 32         | 6          | 1          | 25         | 177    | 656    | 13     | 20.31                  |
| 24   | Keighley Cougars     | 34         | 5          | 0          | 29         | 159    | 655    | 10     | 14.71                  |
| 25   | Salford              | 32         | 2          | 2          | 28         | 111    | 463    | 6      | 9.37                   |

|  | Semifinalistas. |

### Semifinales
| 1921 | Hull Kingston Rovers | 26 - 4 | Wigan |  |  |

| 1921 | Hull | 27 - 10 | Halifax |  |  |

### Final
| 1921 | Hull Kingston Rovers | 14 - 16 | Hull |  |  |

| Bandera de Inglaterra |
| Campeón Hull FC       |
| Segundo título        |